# Gisbert Brovot
Gisbert Brovot (* 30. Juni 1928 in Köln; † 29. März 2016) war ein deutscher Karnevalist; von 1989 bis 1994 war er Präsident des Festkomitees Kölner Karneval.

## Werdegang
Gisbert Brovot, von Beruf Architekt, war Mitglied des Kölner Traditionscorps Rote Funken. 1969 war er als Gisbert I. Prinz Karneval im Kölner Dreigestirn.  Von 1989 bis 1994 war Brovot Festkomitee-Präsident. In seine Amtszeit fiel die Absage des Kölner Kölner Rosenmontagszugs im Jahre 1991 nach dem kurz zuvor erfolgten Beginn der Operation Desert Storm im Zuge des Zweiten Golfkriegs. Als sich trotz Schneetreibens ein spontaner Zug bildete, war Brovot mit dabei.
Zudem versuchte Brovot, den „Kölner Karneval aus seiner damaligen Starre zu führen“. So hatte die Unternehmensberatung McKinsey 1993 dem Kölner Karneval eine „Überalterung“ bescheinigt, ein Resümee, dem Brovot jedoch widersprach. Unter seiner Ägide wurden 1990 erstmals zwei Frauen in den Vorstand berufen. 1994 besuchte er die links-alternative Stunksitzung, mit seiner offiziellen Präsidenten-Kappe bekleidet, weshalb er aus Kreisen von konservativen Karnevalisten derart angefeindet wurde, dass er sich nicht mehr zur erneuten Wahl aufstellte. Becker bezeichnete Brovot damals als „Gorbatschow des Festkomitees“, dessen Ehrenpräsident dieser allerdings später wurde.

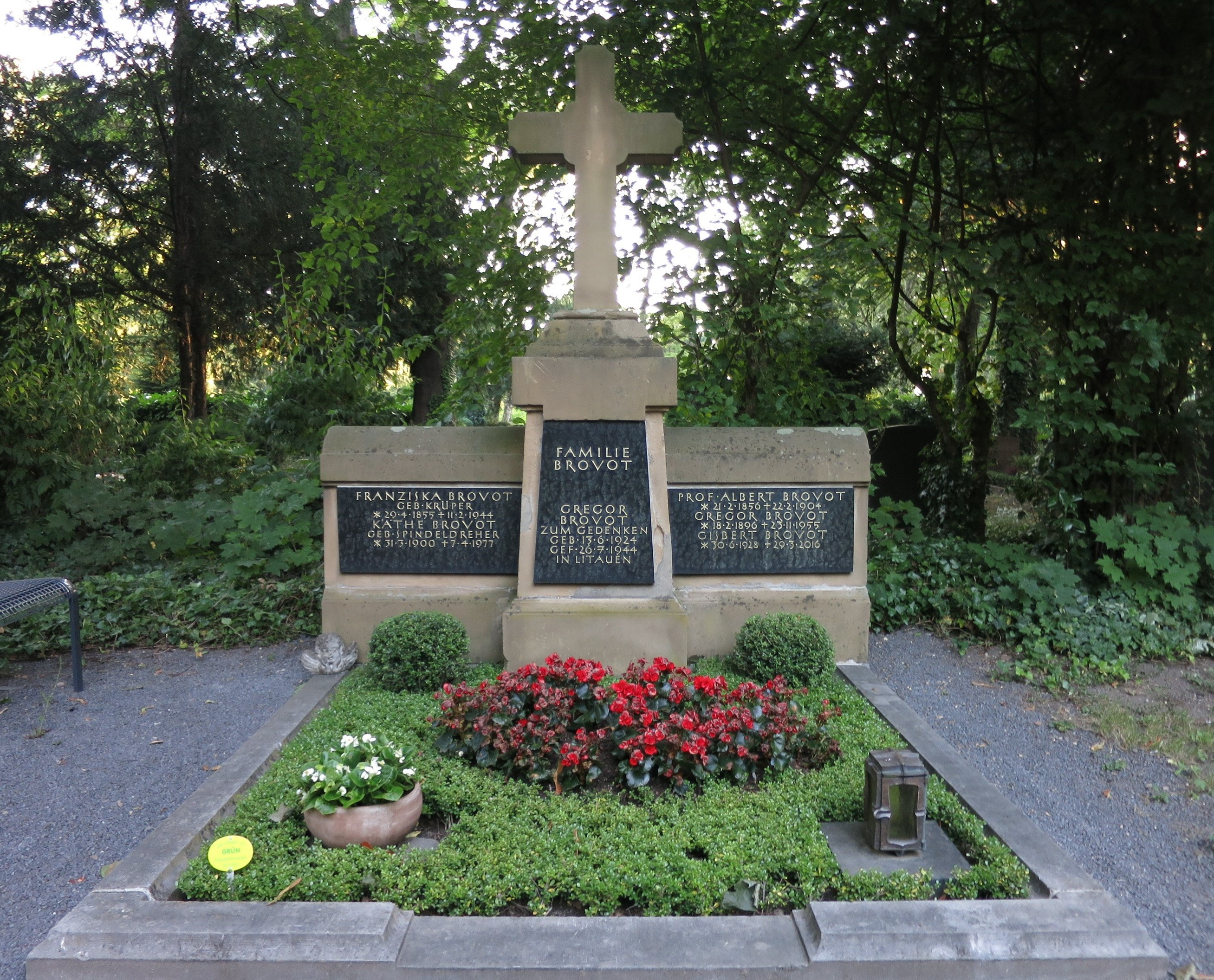
Grabstätte der Familie Brovot

Ende 1994 wurden Brovot und der Präsident der Stunksitzung, Jürgen Becker, mit dem Kölsch-Preis ausgezeichnet, einem Kulturpreis für Persönlichkeiten, die sich um den Kölner Lebensstil in Tradition und Niveau verdient machen. Auch gehörte er zu dem Bürgerkomitee, das über die Auszeichnung als Alternativer Ehrenbürger Kölns entscheidet. Im Nachruf auf Brovot bekannte der Präsident der Roten Funken: „Er war ein streitbarer Geist, der für seine Überzeugung eingestanden ist. Er hat eine Zeitenwende eingeläutet, die damals noch nicht erkannt worden war.“
1998 war Brovots Sohn Konstantin Prinz im Dreigestirn, 2009 verkörperte seine Enkelin Tabitha die Jungfrau im Kinderdreigestirn.
Brovot verstarb 2016 im Alter von 87 Jahren. Er wurde im Familiengrab auf dem alten Ehrenfelder Teil des Kölner Friedhofs Melaten (Flur E17 Nr. 67-68) beigesetzt.